# Biblioteca y Museo Presidencial de Franklin D. Roosevelt
La Biblioteca y Museo Presidencial de Franklin D. Roosevelt, en Hyde Park, Nueva York, es la primera de las Bibliotecas Presidenciales de los Estados Unidos de América. Fue concebida y construida bajo la dirección del Presidente Franklin D. Roosevelt durante 1939-40.

## Historia
Construido por el contratista John McShain de Filadelfia, el edificio de 16 acres (de 65.000 m²) de tierra en Hyde Park, Nueva York, había sido donado por el presidente y su madre, Sara Delano Roosevelt. La biblioteca resultó de la decisión del presidente de conservar la extensa cantidad de papeles, libros y recuerdos históricos que él había acumulado durante su vida de servicio público y de su colección privada.

## Antes de la biblioteca
Antes de la presidencia de Roosevelt, la disposición final de los papeles presidenciales fue dejada al albur. Una parte valiosa de la herencia de la nación, los papeles de ejecutivos eran de carácter privado. Algunos fueron vendidos o se destruyeron y otros fueron dispersos o perdidos para siempre. Otros permanecían con la familia, pero su acceso era imposible por largos períodos de tiempo. Las colecciones más afortunadas encontraron su lugar en la Biblioteca del congreso y en depósitos privados. Al erigir su biblioteca, Roosevelt creó la institución para preservar intactos todos sus papeles. Estos incluyeron los papeles de su carrera política, como senador de Nueva York (1910-13), de la secretaría auxiliar de la marina de guerra (1913-19), como gobernador de Nueva York (1929-32), como Presidente de los Estados Unidos (1933-45) y de sus colecciones privadas de papeles, libros y recuerdos en la historia de la marina de guerra y del condado de Dutchess, Nueva York de los EE. UU.

## Localización
La biblioteca se construyó en el valle de Hudson, en el estilo evocador de la arquitectura colonial holandesa local que Roosevelt favorecía. Un bosquejo hecho por el presidente Roosevelt con fecha del 12 de abril de 1937, muestra el edificio propuesto colocado muy cerca del sitio elegido en última instancia. Él lo construyó con fondos privados donados, en un coste de 376.000 dólares y después fue entregado al Gobierno federal el 4 de julio de 1940 para ser gestionado por los archivos nacionales (NARA). Por sus acciones, Roosevelt se aseguró de que sus papeles se convirtieran en la característica de la nación y fueran contenidos en una biblioteca sobre la base de su mansión de Hyde Park, donde estarían disponibles para la gente. Roberto D.W. Connor, el archivista de los Estados Unidos en ese entonces, dijo del presidente: “Franklin D. Roosevelt es la respuesta de la nación al rezo del historiador.”